# Détective K : Le Secret de l'île perdue
Série Détective K
Détective K : Le Secret de la veuve vertueuse
(2011) Détective K : Le Secret des morts-vivants
(2018)
Pour plus de détails, voir Fiche technique et Distribution.
Détective K : Le Secret de l'île perdue (hangeul : 조선명탐정: 사라진 놉의 딸 ; RR : Joseon Myeongtamjeong: Sarajin Nobeui Ddal ; « Détective Joseon : La disparition de la fille du travailleur ») est une comédie historique sud-coréenne réalisée par Kim Sok-yun, sortie le 11 février 2015. Elle totalise 3 872 025 entrées à la fin de son exploitation.
C'est le deuxième volet de la série de films Détective K après Détective K : Le Secret de la veuve vertueuse, sorti en 2011. La suite, Détective K : Le Secret des morts-vivants, sort en février 2018.

## Synopsis
En 1795, durant la période Joseon, le roi confie au détective Kim Min et à son acolyte Seo-pil la tâche de démanteler un réseau de contrefaçon d'argent qui menace l'économie du pays. Après une infiltration ratée, il est banni sur une île où ses seuls visiteurs sont son vieux complice et une petite fille nommée Da-Hae qui vient tous les jours pour lui demander de retrouver sa sœur, disparue dans d'étranges circonstances. Elle disparaît à sa tour tandis que des cadavres de jeunes filles sont retrouvés sur le rivage. Le tout semble directement lié à ce trafic de fausse monnaie,.

## Distribution
- Kim Myung-min : détective Kim Min[3]
- Oh Dal-soo : Han Seo-pil
- Lee Yeon-hee : Hisako[4]
- Jo Kwan-woo : le musicien Jo
- Jung Won-joong : le collègue aîné
- Lee Chae-eun : Da-hae
- Hwang Chae-won : Do-hae
- Hwang Jeong-min : Sakura
- Woo Hyun : Monsieur Bang
- Choi Moo-sung (en) : le patron
- Park Soo-young : le fonctionnaire (caméo)
- Kim Won-hae : Sato (caméo)
- Hyun Woo (en) : le vampire (caméo)

## Réception
Le film sort le 11 février 2015. Il atteint la première place du box-office lors de son premier week-end, totalisant 7,58 milliards de won (6,9 millions $) et 960 000 entrées sur cinq jours,. À la fin de son exploitation, il comptabilise 3 872 025 entrées et 27 870 580 $ de recettes, devenant le 9e plus grand succès de l'année 2015.